# Neagu Djuvara
Neagu Bunea Djuvara (Bucarest, 18 agosto 1916 – Bucarest, 25 gennaio 2018) è stato uno storico, scrittore, filosofo e giornalista rumeno.

## Biografia

### Infanzia
Nato a Bucarest, discendeva da una famiglia aristocratica arumena. Suo padre Marcel, laureato all'Università Tecnica di Berlino e capitano nel corpo di ingegneri dell'esercito romeno, morì di influenza spagnola nel 1918; sua madre Tinca, fu l'ultima discendente della famiglia Gradişteanu di origini boiarde (secondo Djuvara, aveva parentele con tutte le famiglie boiarde in Valacchia). Gli zii di Djuvara, Trandafir e Alexandru Djuvara, erano personaggi pubblici di rilievo. Djuvara nacque durante la prima guerra mondiale; da bambino fu portato in rifugio dalla sua famiglia a Iași dopo l'occupazione della Romania meridionale da parte degli imperi centrali e poi, attraverso l'Impero Russo, in Belgio (dove Trandafir Djuvara era Ministro plenipotenziario).

### Formazione
Frequentò il liceo a Nizza e si laureò in lettere (1937) e in legge (1940) all'Università di Parigi (la sua tesi di legge trattava la legislazione antisemitica approvata dai governni di Re Carlo II in Romania). Djuvara in seguito affermò che, all'epoca, le sue simpatie politiche andarono verso l'estrema destra: divenne un sostenitore del movimento fascista rumeno, la Guardia di Ferro, e prese parte alla rivolta del febbraio 1934 contro il governo francese radical-socialista di Édouard Daladier.
Durante la seconda guerra mondiale tornò in Romania dove si sposò ed ebbe una figlia. Si unì all'esercito romeno e fu di stanza a Ploiești sotto il governo dello Stato Nazionale Legionario della Guardia di Ferro.
In seguito all'instaurazione della dittatura di Ion Antonescu e all'inizio dell'Operazion Barbarossa (vedasi Romania nella seconda guerra mondiale), come allievo ufficiale combatté sul fronte orientale, in Bessarabia e in Transnistria, prima di essersi ferito al braccio durante la Battaglia di Odessa nel 1941. Dichiarò di aver abbandonato il suo interesse per l'estrema destra dopo un dialogo del 1943 con il collega diplomatico Victor Rădulescu-Pogoneanu, il quale convinse Djuvara a diventare "un sostenitore della democrazia parlamentare".

### Carriera da diplomatico
Successivamente Djuvara decise di candidarsi al corpo diplomatico, vinse il concorso e fu inviato dal ministro degli esteri Mihai Antonescu come corriere diplomatico in Svezia, lo stesso giorno in cui Ion Antonescu fu rovesciato da un colpo di stato e la Romania si ritirò dalle potenze dell'Asse per unirsi agli Alleati il 23 agosto 1944. In questa veste, fu incaricato di comunicare con l'ambasciatore rumeno a Stoccolma Frederic Nanu, il quale stava per chiedere al rappresentante sovietico Alexandra Kollontai se i termini precedenti avanzati da Iosif Stalin riguardo alla pace con la Romania fossero ancora validi (a Nanu fu anche detto di non informare gli Alleati di queste comunicazioni).
Parlando a posteriori, argomentò contro le affermazioni di Nanu, secondo le quali Ion Antonescu aveva in tal modo manifestato la sua volontà di dimettersi e consegnare la leadership della Romania al Re Michele I. Secondo Djuvara, l'ultima offerta sovietica per Antonescu fece solo concessioni minori - l'intero paese stava per essere occupato dall' Armata Rossa, ad eccezione di un distretto occidentale (in funzione di centro amministrativo provvisorio), e al governo romeno furono dati 15 giorni per ottenere un armistizio con la Germania Nazista (Djuvara considerava quest'ultima aspettativa particolarmente irrealistica, poiché coinvolgeva la Germania abbandonando consciamente il territorio rumeno al suo nemico). Inoltre, Djuvara dichiarò "Né io né Nanu siamo stati incaricati di firmare alcun documento, per avviare qualsiasi processo di pace".
Nominato segretario della legazione a Stoccolma dall'esecutivo Constantin Sănătescu, Djuvara fu dimesso dagli ufficiali del nuovo Partito Comunista Rumeno su incarico di Ana Pauker come Ministro degli Esteri (1947).

### Esilio
Essendo stato coinvolto in contumacia nella serie di esecuzioni pubbliche inaugurate sulla scia della Romania comunista dallo scandalo Tămădău, accusato di essere una spia, decise di rimanere all'estero. Partì per Parigi e fu successivamente coinvolto nella difesa di cause politiche anticomuniste e nel raduno degli intellettuali esiliati. Brevemente attivo presso l'International Refugee Organization, Djuvara fu coinvolto con il corpo degli esiliati rumeni, il Comitato nazionale rumeno, e contribuitì a organizzare gruppi di volontari paracadutisti americani in supporto della resistenza romena anticomunista (molti dei quali furono arrestati dalla Securitate). Rinunciò alla sua carica nel 1951 e in seguito lavorò per la rivista in esilio Casa Românească.
Nel 1961 si trasferì in Niger lavorando come consulente per il Ministero degli Esteri del Paese (estendendo un contratto di due anni fino al 1984), e fu docente di diritto internazionale e storia economica presso l'Università di Niamey. Djuvara fu un conoscente del presidente Hamani Diori e in particolare lo accompagnò in servizio ufficiale ad Addis Abeba, frequentando la sessione di apertura dell'Organizzazione dell'unità africana (1963). Avendo già iniziato a perfezionare i suoi studi di filosofia a Parigi, ricevette un doctorat d'État in filosofia della storia presso l'Università della Sorbona (con una tesi intitolata Civilisations et lois historiques, curata da Raymond Aron). Successivamente fu insignito del diploma in filologia dalla INALCO.
Dopo il 1984 tornò in Europa, riprendendo le sue attività con Casa Românească e altre istituzioni culturali romene in esilio. Djuvara fu un attivo contributore di Radio Free Europe e divise il suo tempo tra Parigi e Monaco di Baviera (occasionalmente viaggiando in Canada e negli Stati Uniti).

### Ultimi anni e morte
Djuvara ritornò nel suo paese natale poco dopo la rivoluzione romena del 1989. Tra il 1991 e il 1998 fu professore associato presso l'Università di Bucarest. Durante i primi anni '90 fu un noto critico degli sviluppi politici rumeni, e in particolare della Mineriada e del governo del Fronte di Salvezza Nazionale.
In seguito si iscrisse al Partito Nazionale Liberale ed espresse la sua preoccupazione secondo cui il presidente Traian Băsescu non fosse in grado di completare le riforme in programma sulla scia dell'adesione della Romania all'Unione europea, così come la sua convinzione secondo cui l'ex Securitate fosse ancora in una posizione di potere. Prese anche una posizione conservatrice sugli affari europei, essendo un critico vocale del multiculturalismo europeo. Nell'agosto 2016 Djuvara divenne ultracentenario e per l'occasione fu nominato cavaliere dell'Ordine della Stella di Romania. Morì di polmonite a Bucarest il 25 gennaio 2018 all'età di 101 anni e 160 giorni. Djuvara sopravvisse a sua figlia e a diversi suoi nipoti e pronipoti.

## Carriera da storico
La maggior parte del lavoro di Djuvara riguarda la storia della Romania e del popolo romeno, sebbene abbia pubblicato opere significative relative alla filosofia della storia, particolarmente mettendo in discussione l'esistenza di ciò che definiva "storia veritiera".
Per quanto riguarda la storia rumena, Djuvara sostenne continue e ampie ricerche su ciò che riteneva fosse un territorio ancora inesplorato. Le sue opinioni furono spesso viste come una minaccia per l'identità nazionale rumena, principalmente per il fatto che esprimeva dubbi sull'accuratezza scientifica della maggior parte delle ricerche storiche fatte in Romania dall'unificazione del 1918 e avanzando ipotesi controverse sull'origine dei romeni, come l'avanzamento della teoria secondo cui la stragrande maggioranza della nobiltà negli stati medioevali che costituivano il territorio della Romania moderna fosse di origine cumana.
Pubblicò anche numerosi articoli sul rapporto tra la sua nativa Romania e l'Europa, ponendo il paese politicamente e culturalmente "tra Oriente e Occidente", definendolo come "l'ultimo ad entrare in ciò che è comunemente chiamato Concerto Europeo", non riferendosi all'annessione della Romania del 2007 all'Unione Europea, bensì al cambio di orientamento del Paese verso l'adozione di un modello politico e culturale occidentale. Espresse la sua preoccupazione per quanto riguarda il multiculturalismo in Europa, una politica che considerava dannosa per la stabilità all'interno dell'UE.
Fu critico di ciò che percepiva come un atteggiamento eccessivamente filo-occidentale nella politica romena, affermando che la società e la cultura rumene non possono essere classificate come occidentali, citando come motivazioni l'Ortodossia come religione predominante, la presenza di molti elementi non latini nella lingua romena moderna e la storia del paerse nei secoli passati.
Scrisse anche riguardo a ciò che definiva "egemonia americana" e alle sue premesse, analizzando l'influenza che gli Stati Uniti e la sua politica estera hanno avuto sul mondo e, più specificamente, sull'Europa. Caratterizzò gli sforzi degli Stati Uniti per stabilire ciò che assomiglia a un'egemonia in Europa e in altre parti del mondo come una "Guerra degli anni settantasette" condotta per la maggior parte del XX secolo.
Djuvara può essere visto come un divulgatore e "demistificatore" della storia, avendo pubblicato libri rivolti a un pubblico più giovane così come libri che cercano di spiegare la base storica per figure mitiche come quelle di Dracula o di Negru Vodă. Pubblicò anche memorie del suo esilio, raccontando la sua vita e il suo lavoro a Parigi e a Niamey, in Niger.